# Réserve nationale Alacalufes
La réserve nationale Alacalufes (espagnol : Reserva nacional Alacalufes) est une aire naturelle protégée au sud du Chili, située approximativement entre le canal Concepción (es) au nord et la mer chilienne (es) au Sud , de part et d'autre du détroit de Magellan. Elle est composée des archipels occidentaux situés dans deux des quatre provinces de la région de Magallanes et de l'Antarctique chilien : Última Esperanza et Magallanes. Son paysage est caractérisé par l'abondance d'îles (espagnol : islas), d'îlots (espagnol : islotes) et de péninsules (espagnol : penínsulas) montagneux, entourés de bras de mer (espagnol : senos) et entaillés de fjords (espagnol : fiordos), d'estuaires (espagnol : esteros), de baies (espagnol : bahías) et de criques (espagnol : caletas),.
Créée en 1969 et modifiée notamment en 1988, la réserve a une superficie de 2 313 875 hectares (23 138,75 km2),. Elle s'étend entre les coordonnées 50° 30′ et 54° 00′ de latitude sud, 71° 00′ et 75° 30′ de longitude ouest. Les communes concernées sont Natales, Rio verde et Punta Arenas. Son extrémité nord coïncide avec la limite entre la région Aisén et celle de Magallanes.

## Création et localisation
Créée le 22 juillet 1969 par le Décret Suprême no 263 du Ministère de l'Agriculture du Chili (es), la réserve a vu ses limites précisées par le décret no 618 du Ministère des Biens Nationaux (Ministerio de Bienes Nacionales), en date du 17 mars 1988.
Ces limites sont constituées par les côtes des canaux maritimes, îles ou îlots, listés comme suit dans le décret, en référence à un plan officiel portant l'identifiant « No. XII-1-358 C.R. » :
Limite Nord
En partant du canal Oeste (es), la limite nord de la réserve emprunte la passe Santa Rosa (ceb), le canal Grove (ceb), le détroit Temple (ceb), la passe Tres Cerros (ceb) à l'Est de l'île George (ceb) et d'une île sans nom (nommée depuis, Nuestra Señora de la Esperanza) située en face de l'île Canning, ; elle continue par le canal Pitt (ceb), à l'Est des îles Kentish (ceb) et de l'île Peel (ceb).
De là, la limite de la réserve se poursuit dans le fjord de Peel (ceb) en direction de l'Ouest jusqu'en face du cap San Antonio (ceb), où elle prend la direction Sud, en passant par un canal à l'Est de l'Île Esperanza, incluant les îlots Paget (ceb), et l'île Lucía (ceb), puis elle continue dans la passe Stewart (ceb), la passe Blanche (ceb), empruntant un canal qui court entre l'Île Owen (ceb) et la péninsule Staines, puis elle se poursuit en direction du Sud par un fjord qui se trouve à l'Est de la même péninsule Staines.
Depuis l'extrême Sud du fjord sus-mentionné, elle part en ligne droite jusqu'à un sommet sans nom coté à 1362 mètres et depuis ce point encore en ligne droite jusqu'à un autre sommet sans nom coté à 1904 mètres.
Limite Est
Depuis le point précédent, la limite continue en ligne droite jusqu'à l'extrême Nord-Ouest du fjord Worsley (ceb) ; elle continue par ce fjord en passant à l'Est de l'île Ballesteros (ceb), canal Santa María (ceb), canal Morla Vicuña (ceb), canal de las Montañas, Ancón sin Salida (ceb), passe Victoria (ceb), canal Smyth, entre la péninsule Zach (ceb) et la partie Sud des îles Rennell, continue par le Canal Gray (ceb) puis par le canal Smyth, incluant les îles Richards (ceb), Renouard (ceb) et Green (ou Verde ?) (ceb), jusqu'à arriver au détroit de Magellan.
Elle continue en direction Sud-Est par la passe del Mar (ceb), golfe Xaultegua (ceb), incluant les îles Lagartija (ceb) et Campamento (ceb), puis le canal Gajardo (ceb) en direction Nord jusqu'à la Pointe del Sur (ceb) ; depuis ce point, elle continue par le canal Contreras (ceb) et le fjord Riquelme (ceb) jusqu'à son extrême Sud.
De ce point, elle se poursuit en ligne droite vers l'Est jusqu'au mont Pomar (ceb),, continue en ligne droite vers le Sud jusqu'à la côte, passant par un sommet sans nom à la cote 1240 mètres, traverse l'estuaire Fanny (ceb), puis emprunte le canal Jerónimo (ceb), le canal David (ceb), la passe Inglés (ceb), le canal Pedro (ceb), le canal Acwalisnan (ceb), jusqu'à arriver au canal Cockburn.
Limite Sud
De ce canal Cockburn, la limite de la réserve emprunte la passe Adelaida (ceb), puis elle continue en direction Nord, Ouest et Sud par les canaux qui entourent les îles Staines (ceb), en excluant celles-ci ainsi que les îlots Hidrográficos (ceb), mais en incluant l'île Santibáñez (ceb).
La limite se poursuit par la passe Aviador Ibáñez (ceb) jusqu'à rencontrer la passe Vía Láctea (ceb) en la traversant jusqu'à l'océan Pacifique (Mer chilienne (es)). Elle continue en direction Nord-Est jusqu'au détroit de Magellan.
Limite Ouest
Depuis le détroit de Magellan, en direction du Nord, la limite inclut les îles, îlots et récifs adossés à la côte, jusqu'au canal Oeste, excepté l'îlot Lobos (ceb), l'île Pan de Azúcar (ceb) et les autres îlots du groupe Evangelistas,.
Sont également exclues les îles Madre de Dios et Guarello, qui ont été données en location à la Compañía de Acero del Pacífico.
Nota
- Les zones marines sont exclues de la réserve ; celle-ci est donc en fait limitée par les lignes de côte des bras de mer, passes, fjords et détroits mentionnés dans la description ci-dessus.
- Les limites décrites ci-dessus font référence aux cartes « Cerro Chatel o Fitz Roy » (1972), « Puerto Natales » (1971), « Isla Santa Inés » (1975) et « Punta Arenas » (1975), faisant partie de la carte nationale de l'Institut géographique militaire (Instituto Geografico Militar alias IGM) à l'échelle 1:500 000.

## Description

### Géomorphologie
Cette réserve fait partie de la région archipélagique sud patagonienne, caractérisée par ses paysages d'îles montagneuses, dont l'altitude maximale ne dépasse pas les 1 000 mètres, entourées de fjords et de canaux
Le relief de la « région des canaux » est le résultat de différents facteurs qui modelèrent sa physionomie dentelée.
En premier lieu, la géographique de la zone s'explique par des mouvements tectoniques qui fragmentèrent le territoire et donnèrent naissance à de nombreux canaux. Dans un deuxième temps, ces canaux furent élargis et remodelés par l'intense activité glaciaire au Pléistocène. Ces phénomènes naturels permirent aux eaux de l'océan Pacifique d'envahir les secteurs les moins élevés et de donner ainsi naissance aux fjords et aux îlots qui la caractérisent aujourd'hui.

### Climat
Deux types de climat coexistent au sein de la réserve : un « climat océanique froid, très humide » au nord du détroit de Magellan et un climat de « toundra isothermale » au sud de ce même détroit, avec des températures moyennes de 7,2 °C et 6,5 °C, respectivement. Les précipitations atteignent 2 450 millimètres par an, et dépassent les 3 000 millimètres dans certaines zones.
La végétation pousse sur les prairies côtières et les bosquets, on trouve des formations de Coihue et de Sphagnum ; alors que la faune est composée de plusieurs espèces d'oiseaux et de mammifères.
Les conditions climatiques froides et l'humidité importante, conjuguées à la nature des sols - pauvres et peu garnis -, génèrent dans cette réserve un type de végétation caractérisé par la présence de tourbières et des espèces d'arbres peu diversifiées.
Cette configuration, à quelques exceptions près, est la même dans tous les archipels et fjords entre l'archipel des Chonos et le cap Horn, sur près de 1 400 kilomètres.

### Flore
On trouve, dans cette entité phytogéographique de forêts magellaniques, ce qui confère à la réserve une importance mondiale.
La végétation pousse sur un sol peu profond, et est composée principalement de forêts sempervirentes, comme le hêtre de Magellan (Nothofagus betuloides), qui peuple la plus grande partie des zones boisées ; suivi du cyprès de las Guaitecas (Pilgerodendron uviferum) et du Canelo (Drimys winteri), présent dans des proportions moindres.
Dans les zones où s'accumule de l'eau, les tourbières prédomines, formées par les espèces Donatia fascicularis et Astelia pumila.
D'autres espèces sont également présentes, elles aussi dans de moindres proportions : le Lenga (Nothofagus pumilio) et le Ñirre (Nothofagus antarctica). La végétation arbustive est composée des espèces suivantes : le Chilco (Fuchsia magellanica), Chaura (Pernettya mucronata), Calafate (Berberis buxifolia), Zarzaparrilla (Ribes magellanicum) et la Murtilla (Empetrum rubrum).
Dans la partie sud de la réserve sont présents une mosaïque de forêts magellaniques sempervirentes peuplées principalement par le hêtre de Magellan (Nothofagus betuloides), séparées entre elle par des formations de « toundra de Magellan », formations herbeuses et broussailleuses côtières sur lesquelles poussent diverses espèces de graminées.

### Faune
En raison de sa condition archipélagique, la faune qu'il est possible d'observer dans la réserve se divise entre milieux marins et terrestres. Les différentes îles et îlots, sont notamment peuplées par le renard de Magellan (Pseudalopex culpaeus) et l'Huemul (Hippocamelus bisulcus).
Les milieux marins et côtiers sont peuplés de léopards de mer, dauphin austral, baleine et lion de mer.
En ce qui concerne l'avifaune, plus de 35 espèces d'oiseaux, aussi bien marines que terrestres, ont été répertoriées dans la réserve. Les espèces les plus fréquemment observées sont : le synallaxe rayadito (Aphrastura spinicauda), l'élénie à cimier blanc ou fío fío (Elaenia albiceps), le mérulaxe des Andes (Scytalopus magellanicus), le pic de Magellan (Campephilus magellanicus), le chercán (Troglodytes aedon) et le merle austral (Turdus falcklandii), entre autres.
Parmi les espèces marines les plus courantes, on trouve : le cormoran olivâtre (Phalacrocorax olivaceus), le Brassemer cendré (Tachyeres pteneres), le Martin-pêcheur à ventre roux (Megaceryle torquata), l'Océanite à ventre noir (Fregetta tropica), le Manchot de Magellan (Spheniscus magellanicus) et l'Albatros à sourcils noirs (Diomedea melanophris).

### Gestion de la réserve
La réserve est gérée dans le cadre d'un plan de conduite (espagnol : plan de manejo) qui sectorise notamment la réserve en dix zones.
| ref. | Secteur administratif | Superficie (ha) | Superficie (%) |
| ---- | --------------------- | --------------- | -------------- |
| I    | Duque de York         | 76 319          | 3,3            |
| II   | Hanover               | 307 688         | 13,4           |
| III  | Chatham               | 165 055         | 7,2            |
| IV   | Vidal Gormáz          | 181 719         | 7,9            |
| V    | Rennell               | 137 110         | 5,9            |
| VI   | Montañas              | 226 953         | 9,9            |
| VII  | Pedro Montt           | 167 632         | 7,3            |
| VIII | Desolación            | 172 847         | 7,5            |
| IX   | Santa Inés            | 563 563         | 24,6           |
| X    | Isla Riesco           | 295 401         | 12,9           |
| T    | Total                 | 2 294 286       | 100,0          |

## Sources, notes et références

### Sources
- (es) Comisión Nacional de Medio Ambiente (CONAMA) (es), El Uso de los Recursos Naturales en el Desarrollo de la Region • Duodécima Región de Magallanes y Antártica Chilena, Chap. IVb, [lire en ligne]
- (es) Servicio Hidrográfico y Oceanográfico de la Armada de Chile (SHOA), Boletín de noticias a los navegantes no 6 (Junio de 2011), Pages 37 à 39 [lire en ligne]
- CAVE Paul, 1879, Patagonie -- Détroit de Magellan et canaux latéraux - Cap Horn et Terre de Feu, Chapitre II - Canaux Latéraux et Côte du Large (pages 119 à 164) [lire en ligne]
- BAJOT et POIRRE, 1835, Annales maritimes et coloniales, tome I, 20e année, 2e série, [lire en ligne]
- DARONDEAU, 1835, Instructions nautiques sur les côtes de la Patagonie,... (traduction de l'ouvrage anglais du capitaine P.P. KING) [lire en ligne]
- (es) Geoportal chileno
- (en) Protected Planet